# Seurbos
Los seurbos (en latín, SEVRBI) era uno de los varios pueblos ibéricos prerromanos, que habitaban en los territorios que pertenecen actualmente a Portugal. Habitaban entre el Río Cávado y el Río Lima (o incluso hasta el Río Miño, en el norte de Portugal).